# Hiss Spun
Hiss Spun (с англ. — «Шипящее вращение») — пятый студийный альбом американского автора-исполнителя Челси Вулф, выпущенный 22 сентября 2017 года лейблом Sargent House. Альбом был записан в Салеме, штат Массачусетс, в студии God City гитариста Converge Курта Баллу. Спродюсированный Вулф и Беном Чисхолмом, альбом также содержит гитарные партии Троя Ван Леувена из Queens of the Stone Age и гостевой вокал Аарона Тёрнера из Isis.
Hiss Spun получил положительные отзывы музыкальных критиков и достиг 146-й строчки в Billboard 200, став её вторым альбомом подряд, попавшим в этот чарт.

## Об альбоме
В интервью для Noisey Вулф объяснила, что темы альбома связаны с её различными проблемами со здоровьем: «Я страдаю от крайней тревожности, которая усугубляется приступами бессонницы <…> Я постоянно пытаюсь найти способы успокоиться… Временами это проявляется в зависимости и я многое из этого привнесла в этот альбом, особенно в „16 Psyche“ и „Spun“».
Вулф также сообщила, что альбом был посвящён тому, как примириться с проблемами как семейного, так и личного характера. В интервью она заявила, что «были некоторые вещи, с которыми я раньше не сталкивалась, от тёмного прошлого моей семьи до отношений, которые у меня были, до моего собственного здоровья, некоторые песни стали личным экзорцизмом, а некоторые из них были написаны как посвящение трудностям, с которыми сталкиваются другие лицом к лицу».

## Выпуск и продвижение

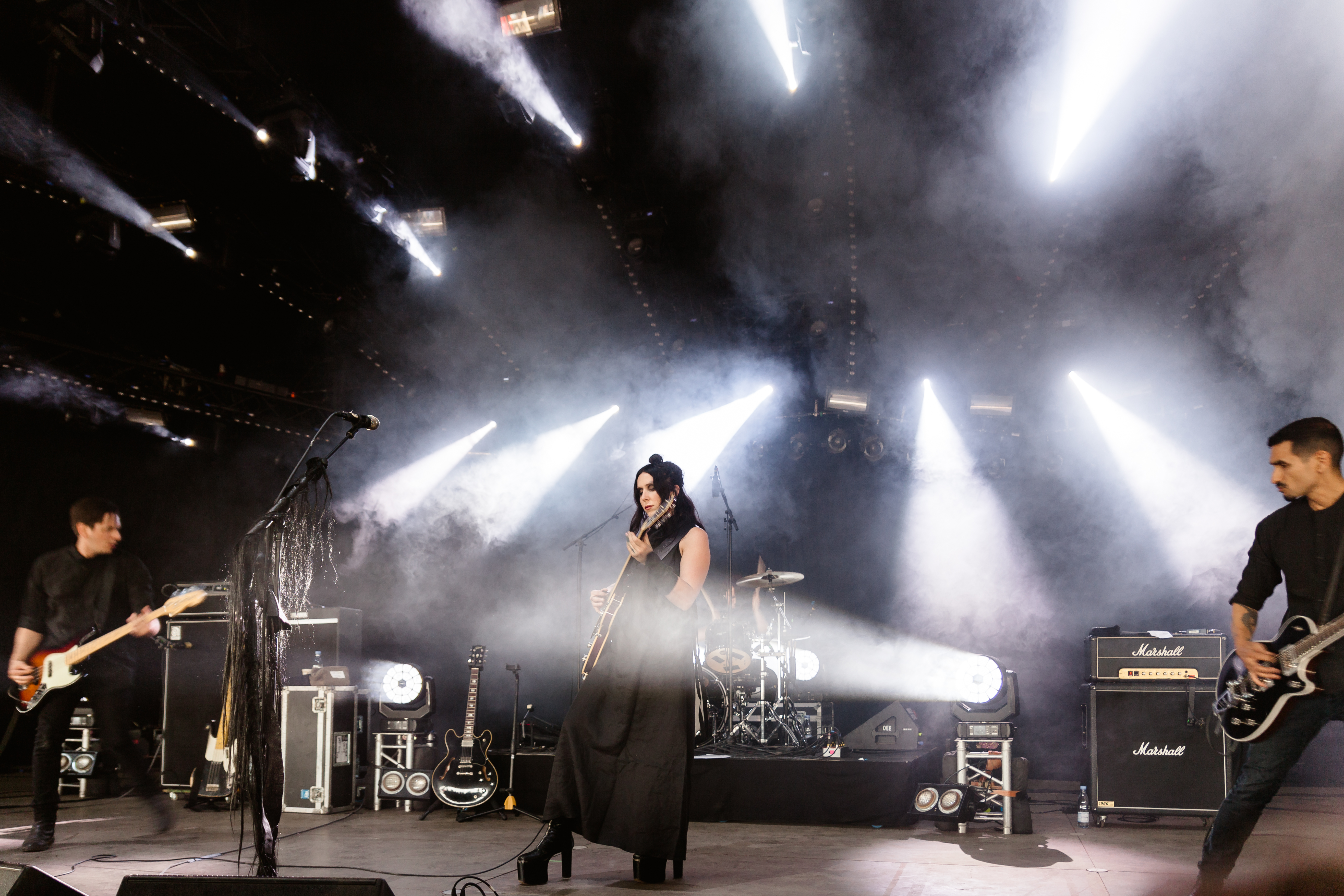
Челси Вулф на датском фестивале в Roskilde 2018 год.

Вулф объявила о выходе Hiss Spun 14 июня 2017 года, что совпало с выходом «16 Psyche» в качестве первого сингла с альбома. NPR одновременно опубликовала статью с обзором песни и анонсом альбома, после чего автор Паула Мехия написала: «Толчком к созданию Hiss Spun послужили размышления о семейной истории, личной жизни и других элементах, которые долгое время омрачали жизнь Вулф, и получившаяся в результате эскапистская музыка также функционирует как своего рода экзорцизм, очищение от злых духов. Но что особенно важно в „16 Psyche“, так это то, что, несмотря на то, что происходит в нашем собственном мире и в мире в целом, открытие новых миров — независимо от того, сделаны ли они из огня, льда или даже металла — это достойное занятие, за которое, безусловно, стоит бороться».
5 июля Вулф выпустила трейлер альбома и объявила даты тура по Северной Америке с Youth Code в поддержку альбома.
«Vex» стал вторым треком, который был выпущен с альбома. 27 июля Вулф представила песню, рассказав о вкладе Ван Леувена и Тёрнера. В письме, опубликованном The Fader 2 августа, Вулф описала процесс, через который она прошла при создании песни так: «„Vex“ начиналась почти как блэк-метал-песня, с мощного бласт-бита, затем мы с Беном Чисхолмом вернули ей более индустриальное электронное звучание. Как только мы оказались в студии, Джесс Гоури (ударные) и Трой Ван Леувен (гитара) начали возвращать группу к её тяжёлым истокам… Я с самого начала знала, что хочу, чтобы на этом альбоме звучал голос Аарона Тёрнера, и в „Vex“ я мысленно слышала его голос. Я уже записала свой вокал для этой песни, но решила отправить его Аарону без записи. К счастью, в первый раз, когда мы воспроизвели её с обеими вокальными партиями, они очень убедительно сочетались друг с другом».
14 августа был выпущен рекламный ролик «16 Psyche», сопровождавшийся интервью для Noisey. Вулф представила ещё два трека с альбома незадолго до его выхода, и 7 сентября «The Culling» и «Offering» стали доступны онлайн.

## Отзывы критиков
| Совокупная оценка | Совокупная оценка |
| Источник          | Оценка            |
| ----------------- | ----------------- |
| AnyDecentMusic?   | 7.7/10            |
| Metacritic        | 81/100            |
| Оценки критиков   |                   |
| Источник          | Оценка            |
| AllMusic          | [ 14 ]            |
| The A.V. Club     | C+                |
| Exclaim!          | 8/10              |
| Financial Times   | [ 17 ]            |
| The Irish Times   | [ 18 ]            |
| Mojo              | [ 19 ]            |
| Pitchfork Media   | 7.2/10            |
| Record Collector  | [ 21 ]            |
| Slant Magazine    | [ 22 ]            |
| Uncut             | 8/10              |

Hiss Spunn получил всеобщее признание музыкальных критиков. На сайте Metacritic, который присваивает стандартную оценку из 100 по отзывам основных критиков, альбом получил среднюю оценку в 81 балл, основанную на 19 рецензиях.
Журналист Сэм Шепард высоко оценил альбом в своей рецензии для musicOMH, отметив следующее: «Хотя невероятный вокал Вулф является главной достопримечательностью, её многолетний коллега Бен Чисхолм также заслуживает значительного признания. Мало того, что его размытый бас придаёт этим песням по-настоящему угрожающий вид, так ещё и его манипуляции со звуком и создание коллажей создают тревожный фон, на котором Вулф может творить свою магию. Без него гнетущая атмосфера альбома была бы далеко не такой эффектной». Адам Тёрнер-Хеффер из The Skinny также написал: «Фирменная сокрушительная тяжесть Баллу, возможно, стала клише в некоторых кругах, но в сочетании с прекрасным голосом Вулф и блестящим почерком, это настоящий прорыв. Брак, заключённый на небесах». Критик AllMusic Хизер Фарес написала: «Hiss Spun, одновременно яростный и хрупкий, представляет собой артистку, которая полностью контролирует все свои эмоции». Эмма Мэдден из Drowned in Sound сказала: «Хотя Hiss Spun, вероятно, не станет лучшим в её карьере, он вполне может стать лучшим в карьере Вулф на данный момент».
Саби Рейес-Кулкарни из Pitchfork Media заявила, что с Hiss Spun Вулф «с головой погружается в сладж-метал и создаёт уникальное пространство, где сладость может быть тяжёлой, а контакт всегда неприятен». Люк Картледж из The Line of Best Fit оценил альбом на 8,5 баллов из 10, отметив: «Вулф никогда не уклонялась от хэви-метала, но это её первая пластинка, в которой она в полной мере использует возможности дум- и экспериментального метала». Джош Голлер из журнала Slant Magazine отметил, что «возможно, это её второй альбом подряд, в котором она сильно опирается на метал, Hiss Spun ловко сочетает в себе широкий спектр звуков». Мэтт Юйитунг из Exclaim! заявил, что «слушать Hiss Spun — это мучительное занятие, но в то же время и полезное. Это звучание артиста, не боящегося эмоционально углубляться, и которое побуждает слушателя делать то же самое».
В более неоднозначном обзоре Алекс Маклеви из The A.V. Club заявил, что «Hiss Spun — это настоящая сладж-метал-феерия, которая никогда не довольствуется медленным и тяжёлым звучанием, когда могла бы быть медленнее и тяжелее. Напыщенность ошеломляет, и хотя в её стремлении сделать каждую секунду настолько насыщенной, насколько это возможно, есть достойное восхищения рвение, это начинает ошеломлять».

### Награждения
| Журнал           | Награда                                    | Позиция | Ссылка |
| ---------------- | ------------------------------------------ | ------- | ------ |
| Drowned in Sound | Drowned in Sound's Favorite Albums of 2017 | 59      | [ 28 ] |
| The Independent  | Top 20 Rock & Metal Albums of 2017         | 12      | [ 29 ] |
| Kerrang!         | Kerrang!'s Albums of 2017                  | 18      | [ 30 ] |
| Louder Than War  | Top 100 Albums of 2017                     | 43      | [ 31 ] |
| Revolver         | 20 Best Albums of 2017                     | 4       | [ 32 ] |
| State            | State's Albums of 2017                     | 42      | [ 33 ] |

## Список композиций
Слова и музыка всех песен — Челси Вулф.
| №                   | Название            | Длительность |
| ------------------- | ------------------- | ------------ |
| 1.                  | «Spun»              | 5:29         |
| 2.                  | «16 Psyche»         | 4:18         |
| 3.                  | «Vex»               | 3:02         |
| 4.                  | «Strain»            | 1:14         |
| 5.                  | «The Culling»       | 6:01         |
| 6.                  | «Particle Flux»     | 4:53         |
| 7.                  | «Twin Fawn»         | 6:07         |
| 8.                  | «Offering»          | 2:50         |
| 9.                  | «Static Hum»        | 4:21         |
| 10.                 | «Welt»              | 1:55         |
| 11.                 | «Two Spirit»        | 5:04         |
| 12.                 | «Scrape»            | 3:04         |
| Общая длительность: | Общая длительность: | 48:23        |

## Участники записи
- Челси Вулф — вокал, продюсирование, гитара (треки 2, 4, 9)
- Бен Чисхолм — продюсирование, гитара (треки 1-3, 6, 7, 9, 10), бас (треки 2, 3, 5, 7, 9, 11, 12), электроника (треки 4-6, 8, 10), клавишные (трек 2), фортепиано (трек 10)
- Аарон Тёрнер — вокал (трек 3)
- Курт Баллу — гитара (трек 7), запись
- Трой Ван Леувен — гитара (треки 1-3, 8, 11)
- Брайан Тулао — гитара (треки 5, 9)
- Кристофер Орр — гитара (трек 11)
- Джесс Гоури — ударные (треки 1-3, 5-9, 11, 12)
- Эзра Бухла — альт (трек 4)
- Трэвис Брукс — звуки (трек 11)
- Алан Душес — мастеринг
- Джон Кроуфорд — художественное направление, дизайн
- Кори Холмс — типографика
- Билл Кризафи — фотография, типографика причесок
- Muted Fawn — коллаж
- Кэти Пеллоу — менеджмент

## Чарты
| Чарт (2017 год)                          | Высшая позиция |
| ---------------------------------------- | -------------- |
| Бельгия/Фландрия (Ultratop)              | 95             |
| Германия (Offizielle Top 100)            | 95             |
| Новая Зеландия (RMNZ Heatseekers Albums) | 4              |
| Швейцария (Schweizer Hitparade)          | 92             |
| США (Billboard 200)                      | 146            |
| США (Billboard Independent Albums)       | 10             |
| США (Billboard Top Alternative Albums)   | 18             |
| США (Billboard Top Hard Rock Albums)     | 9              |
| США (Billboard Top Rock Albums)          | 27             |